# مفتاح الأمان
مفتاح الأمان هو مفتاح لحماية أجهزة الكمبيوتر وأجهزة الكمبيوتر المحمولة والهواتف الذكية والأجهزة المماثلة من الوصول أو التشغيل غير المُصرَّح به وهو متميز عن مفتاح الأمان الافتراضي الذي يوفر حماية برمجية.
يجبُ تشغيل مفاتيح الأمان من قبل المستخدم المرخّص لهُ فقط؛ ولهذا السبب يُنصح بعزلهِ عن الأجهزة الأخرى لمنع الوصول غير المصرح به ومن أجل منع «التلاعب الخبيث». الغرض الرئيسي من مفاتيح الأمان هو توفير الحماية ضد مراقبة الهواتف المحمولة، التنصت، البرمجيات الخبيثة، برامج التجسس وما إلى ذلك. توفّر مفاتيح الأمان نسبة عالية من الأمن حيثُ لا يُمكن الوصول لها عن بُعد والتحكّم فيها وبالرغمِ من ذلك فهي لا تُوفّر أمانًا من كل الهجمات حيثُ يستطيعُ المهاجم مثلًا تنفيذ هجوم الرجل في المنتصف وعمليات هجوم مماثلة أخرى. في المُقابل؛ يُمكن استخدام مفتاح الأمان لاكتشاف الوجود البشري لأن الإشارات المرسلة منه يمكن أن يبدأها المشغل البشري فقط ولا يمكن معالجتها أو تجاوزها؛ كما يمكن استخدام مفتاح الأمان كجدار حماية خلال تصفّح الإنترنت.

## التاريخ
تم تسجيل براءة اختراع لمفهوم «مفتاح الأمان» في عام 2007، حيثُ قُدّمت في النسخة الخامسة والثلاثين حول الأمن والخصوصية من تنظيم معهد مهندسي الكهرباء والإلكترونيات.

## أمثلة

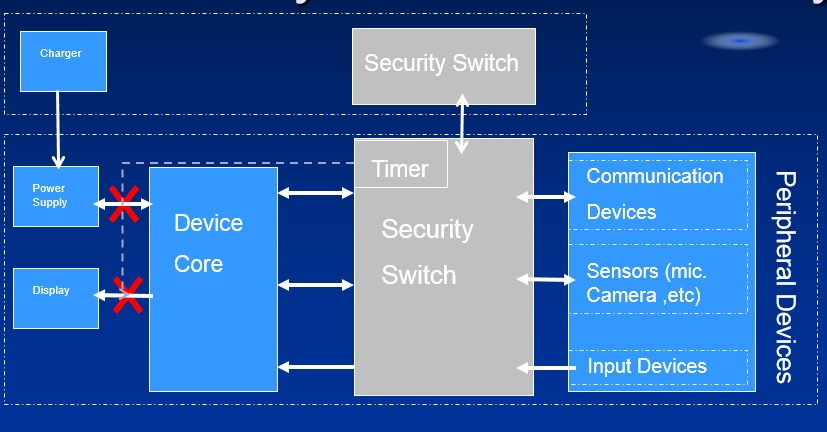
مسارات الاتصال بين المكونات لجهاز مُفعّل فيهِ مفتاح أمان

- عادةً ما يتمّ اختراق الهواتف المحمولة عبر تثبيت برمجيات خبيثة تتحكّم بالهاتف بشكلٍ كامل أو جزئي؛ لكن وعندما يقوم المستخدم بتنشيط وضع «منع تسجيل الصوت/منع التقاط الصور والفيديوهات» عبرَ مفتاح الأمان فإنّ هذا الأخير يقومُ تلقائيًا بفصل الميكروفون والكاميرا وإيقاف التسجيل دون الحاجة لإزالة الميكروفون تمامًا من الجهاز.[3]
- في حالةِ تفعيل مفتاح الأمان على الكمبيوتر؛ فإنّه يقوم بعد 12 ساعة من عدم وجود اتصال معَ مصدر خارجي بفصل الشاشة ولوحة المفاتيح والمكونات الرئيسية الأخرى مما يجعل الكمبيوتر المحمول عديم الفائدة؛ وتبقى هذهِ الخطوة مفيدة عند سرقة الجهاز.
- في حالةِ ما رغبَ المستخدم في ضمانِ عدم تتبع موقعه فإنّه يقومُ بتنشيط «حماية الموقع الجغرافي» عبر مفتاح الأمان ممّا يُلغي إمكانية تتبع موقع الجهاز.
- إذا رغبَ المستخدم في منع إمكانية نسخ رمز البين الخاص به من هاتفه الذكي؛ فإنّ مفتاح الأمان هو الحل في هذهِ الحالة.
- يقوم مفتاح الأمان بإجراء «مراقبة مجدولة» للبرامج التي تُحاول تنزيل محتوى ضار من الإنترنت فيمنعها من ذلك إمّا عبر رسالة للمُستخدم توضح أن المحتوى الذي هوَ بصدد تحميله ضار أو حتى فصل النت بالكامل على الحاسوب لمنعهِ من إكمال عمليات التحميل.